# Elena Lenina
« Lénine » redirige ici. Pour les autres significations, voir Lénine (homonymie).
Elena Lenina (en russe : Елена Ленина) est une femme d'affaires, animatrice de télévision, mannequin et écrivaine russe, née le 25 octobre 1979.

## Biographie

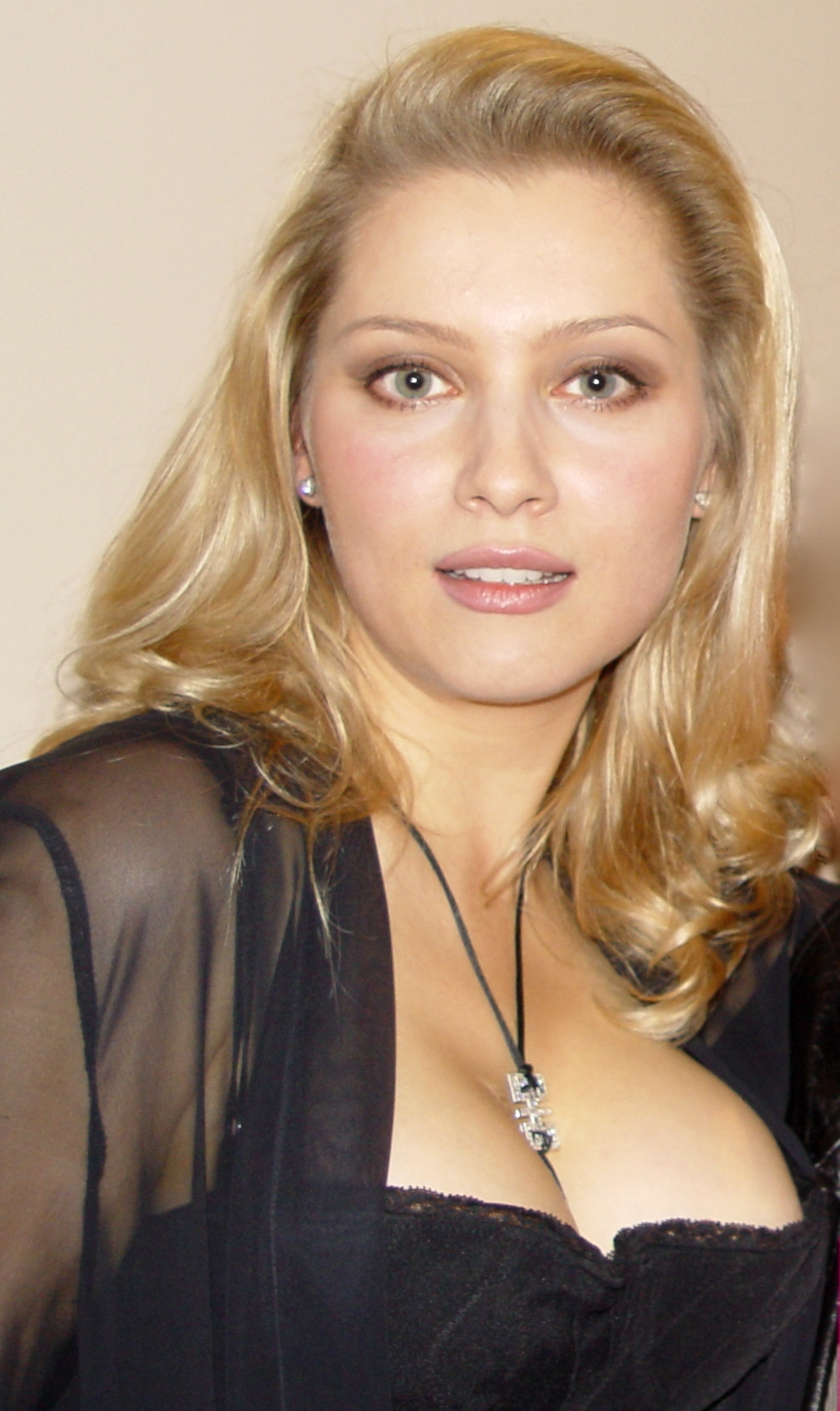
Moscou, 2005

Le public français la connait depuis son passage à l'émission Nice People en 2003 sur TF1.
En 2005, elle devient l'égérie de la marque de lingerie Charlott. Elle apparaît dans un spot publicitaire et sur une série d'affiches.
Elle a écrit une autobiographie, Cours, cours, camarade !, où elle raconte son parcours depuis la Sibérie jusqu'à Paris.
Elle apparait dans le film Il était une fois Jean-Sébastien Bach en 2003 dans le rôle d'Anna Magdalena Bach.

## Publications
- 2004 : Cours, cours, camarade !, éditions Michel Lafon,  (ISBN 2749900476)
- 2006 : Russes comme Crésus, Grasset,  (ISBN 2246688817)
- 2007 : Séduire à la russe !, éditions du Rocher,  (ISBN 2268061094)
- 2008 : Une Blonde contre-attaque : les blagues sur les brunes, éditions du Rocher
- 2009 : Les Nouveaux Tsars, Florent Massot
- 2010 : Les Gigolos, Florent Massot

Livres d'Elena Lenina en russe
- Perfection. Страсть к совершенству, éditions Эксмо, 2005
- Multimillionaires, éditions Эксмо, 2006
- EliteFrance, éditions Эксмо, 2006
- Sexual. Как соблазнить любого мужчину, издательство АСТ, 2007
- отЛИЧНОЕ..., éditions АСТ, 2007
- Миллионеры шоу-бизнеса, éditions АСТ, octobre 2007
- Тело Лениной живет и побеждает, album-photo, éditions АСТ, février 2008
- Король жемчуга Таити, éditions АСТ, 2008
- MultiMillionaires 2, éditions АСТ, 2008«Как блондинка стала моделью», комиксы для девочек, АСТ, août 2009
- Les Gigolos, éditions Florent Massot, 2010
- Альфонсы, éditions Ниола-пресс, janvier 2010
- Лена Ленина. Революция любви, 2011
- Новые Цари, roman, éditions АСТ, 2012